# Stephen V. Ryan
Pour les articles homonymes, voir Ryan.
Stephen Michael Vincent Ryan, né le 1er janvier 1825 à Almonte (Ontario) et mort le 10 avril 1896 à Buffalo (État de New York), est un prélat catholique canado-américain. Il est le deuxième évêque de Buffalo de 1868 à sa mort en 1896.

## Biographie

### Jeunesse et début de sacerdoce
Issu d'une famille d'immigrés irlandais,, Ryan naît le 1er janvier 1825 à Almonte, dans la province canadienne de l'Ontario. À l'âge de trois ans, il emménage avec sa famille à Pottsville, en Pennsylvanie. Il reçoit sa confirmation des mains d'un évêque mexicain à l'âge de douze ans. En 1841, il intègre le séminaire Saint-Charles-Borromée d'Overbrook. À l'âge de dix-neuf ans, il commence son noviciat chez les Lazaristes à Perryville, dans le Missouri, avant de rejoindre définitivement leur ordre le 6 mai 1946 à Cap Girardeau, dans le même État. Après deux années passées en tant que professeur, il est ordonné sous-diacre puis diacre en 1848 par l'évêque de Buffalo John Timon, puis il est ordonné prêtre en l'église Saint-Vincent de Saint-Louis le 24 juin 1849 par Mgr Francis Patrick Kenrick. Il reste deux ans chez les Lazaristes, où il perfectionne son anglais et apprend les langues étrangères. Il est ensuite appelé au collège lazariste de Cap Girardeau en 1951 (il en deviendra le président), avant d'être nommé visiteur général de la congrégation de la mission aux États-Unis en 1857.

### Épiscopat
Le 3 mars 1868, Ryan est nommé deuxième évêque de Buffalo par le pape Pie IX. Il est consacré le 8 novembre suivant en la cathédrale Saint-Joseph de Buffalo par l'archevêque de New York John McCloskey en présence des évêques co-consécrateurs lazaristes John Loughlin (en) et John Joseph Lynch.
Durant son épiscopat, Ryan prend part au premier concile œcuménique du Vatican. Dans son diocèse, il poursuit le développement entrepris par son prédécesseur John Timon en créant un réseau d'organisations de piété et de charité. Il unifie le système scolaire catholique et crée un comité de supervision des écoles paroissiales. Il fonde également le journal diocésain The Catholic Union (qui deviendra plus tard le Catholic Union and Echo, le Magnificat et le Western New York Catholic). En outre, il se lance dans une dispute avec l'évêque épiscopalien de New York Arthur Cleveland Coxe (en) au sujet de la succession apostolique. Il recherche néanmoins à renforcer les alliances avec les autres dénominations chrétiennes, afin notamment d'intégrer les catholiques dans la société américaine. Décrit comme progressiste, Mgr Ryan intervient essentiellement dans le domaine religieux et relativement peu en politique. Il défend néanmoins la cause irlandaise et s'oppose aux revendications des catholiques allemands.
Son discours Early Lazarist Missions and Missionaries (« Les premières missions et missionnaires lazaristes ») a été publié par écrit.

### Mort et postérité
Mgr Ryan meurt le 10 avril 1896 à Buffalo à l'âge de 71 ans. Il est inhumé dans la crypte de la cathédrale Saint-Joseph de Buffalo aux côtés de l'évêque John Timon. Son épiscopat d'une durée de 28 ans est le plus long de l'histoire du diocèse de Buffalo.
Après sa mort, une quarantaine de congrégations protestantes rendent hommage à Mgr Ryan. L'homme politique Rowland B. Mahany (en) écrit de Mgr Ryan qu'il « ne recherchait pas l'approbation de ses supérieurs » et trouvait « une ferme consolation dans les œuvres qu'il réalisait pour son peuple ».